# Denver Broncos 2012
La stagione 2012 dei Denver Broncos è stata la 43ª della franchigia nella National Football League, la 53ª complessiva e la seconda con John Fox come capo-allenatore.
Prima dell'inizio della stagione la squadra firmò come free agent l'ex quarterback degli Indianapolis Colts Peyton Manning il 20 marzo, portando a scambiare il titolare dell'anno precedente, Tim Tebow. Manning nel corso della stagione stabilì diversi record di franchigia e della lega. Un altro record dei Broncos fu stabilito dal linebacker Von Miller con 18,5 sack.
Dopo avere iniziato con un record di 2–3, i Broncos vinsero tutte le ultime 11 gare della stagione regolare, terminando con un bilancio di 13 vittorie, più della somma delle due stagioni precedenti. I Broncos vinsero così il secondo titolo di division consecutivo ma furono eliminati nel divisional round dei playoff dopo due tempi supplementari dai Baltimore Ravens futuri vincitori del Super Bowl.

## Staff
| Staff dei Denver Broncos nel 2012 |
| --- |
| Organi dirigenziali - Proprietario: Pat Bowlen - Presidente: Joe Ellis - General manager: Brian Xanders Capo allenatore - John Fox Altri allenatori - Sviluppo della forza e della condizione: Luke Richesson - Assistente della forza e della condizione: Justin Lovett e Greg Saporta - Qualità e controllo dell'attacco: Brian Callahan - Qualità e controllo della difesa: Jay Rodgers Allenatori dell'attacco - Coordinatore dell'attacco: Mike McCoy - Quarterback: Adam Gase - Running Back: Eric Studesville - Wide Receiver: Tyke Tolbert - Tight End: Clancy Barone - Offensive Line: Dave Magazu Allenatori della difesa - Coordinatore della difesa: Jack Del Rio - Defensive Line: Wayne Nunnely - Linebacker: Richard Smith - Secondary: Ron Milus - Assistente Secondary: Sam Garnes Allenatori dello special team - Coordinatore dello Special Team: Jeff Rodgers - Assistente dello Special Team: Keith Burns |

## Roster
| Roster dei Denver Broncos nel 2012 |
| --- |
| Quarterback - 16 Caleb Hanie - 18 Peyton Manning - 6 Brock Osweiler - 2 Adam Weber Running Back - 35 Lance Ball - 42 Mario Fannin - 34 Ronnie Hillman - 37 Jeremiah Johnson - 23 Willis McGahee - 27 Knowshon Moreno - 33 Xavier Omon - 40 Austin Sylvester Wide Receiver - 17 Andre Caldwell - 87 Eric Decker - 11 Trindon Holliday - 10 Gerell Robinson - 88 Demaryius Thomas Tight End - 81 Joel Dreessen - 85 Virgil Green - 82 Cornelius Ingram - 86 Anthony Miller - 84 Jacob Tamme - 80 Julius Thomas Offensive Linemen - 68 Zane Beadles G/T - 64 Philip Blake C - 78 Ryan Clady T - 75 Chris Clark T - 71 C.J. Davis G - 74 Orlando Franklin T - 67 Adam Grant T - 76 Tony Hills T - 73 Chris Kuper G - 65 Manny Ramirez G - 50 J.D. Walton C - 62 Austin Wuebbels G Defensive Linemen - 91 Robert Ayers DE - 97 Justin Bannan DT - 93 Jeremy Beal DE - 92 Elvis Dumervil DE - 95 Derrick Harvey DE - 63 Ben Garland DE - 90 Jason Hunter DE - 70 Malik Jackson DE - 98 Sealver Siliga DT - 96 Mitchell Unrein DT - 99 Kevin Vickerson DT - 94 Ty Warren DE - 95 Derek Wolfe DT Linebacker - 48 Elliot Coffey - 56 Nate Irving ILB - 59 Brian Iwuh OLB - 51 Joe Mays ILB - 58 Von Miller OLB - 53 Mike Mohamed MLB - 59 Danny Trevathan Defensive Back - 20 Mike Adams FS - 24 Champ Bailey CB - 47 Omar Bolden CB - 30 David Bruton FS - 36 Rafael Bush SS - 28 Quinton Carter SS - 32 Tony Carter CB - 25 Chris Harris CB - 31 Joshua Moore CB - 26 Rahim Moore S - 22 Tracy Porter CB - 38 Ramzee Robinson CB - 22 Syd'Quan Thompson CB - 41 Cassius Vaughn CB Special Team - 46 Aaron Brewer LS - 4 Britton Colquitt P - 66 Lonie Paxton LS - 5 Matt Prater K 76 attivi, 3 inattivi, 6 free agent |
| Legenda - I rookie sono in corsivo. - Il primo ruolo è il principale mentre gli eventuali successivi indicano i ruoli secondari. - (IR) sta per Injured Reserve ed indica la lista ristretta per un solo giocatore infortunato che può tornare ad allenarsi dopo la settimana 6 e a rientrare in prima squadra dopo che questa ha giocato 8 partite. - (NF-Inj.) / (NF-Ill.) stanno rispettivamente per Non-Football Injured e Non-Football Illness ed indicano le liste dove viene inserito un giocatore che ha un infortunio o una malattia non dipendente dal football americano. - (PUP) sta per Physically Unable to Perform ed indica la lista dove viene inserito un giocatore mentre è in attesa di recuperare la condizione fisica. Nella stagione regolare dopo la sesta partita giocata dalla propria squadra, il giocatore ha tempo tre settimane per riprendere ad allenarsi, più tre settimane aggiuntive dal suo rientro agli allenamenti per rientrare in prima squadra. |

## Calendario

### Stagione regolare

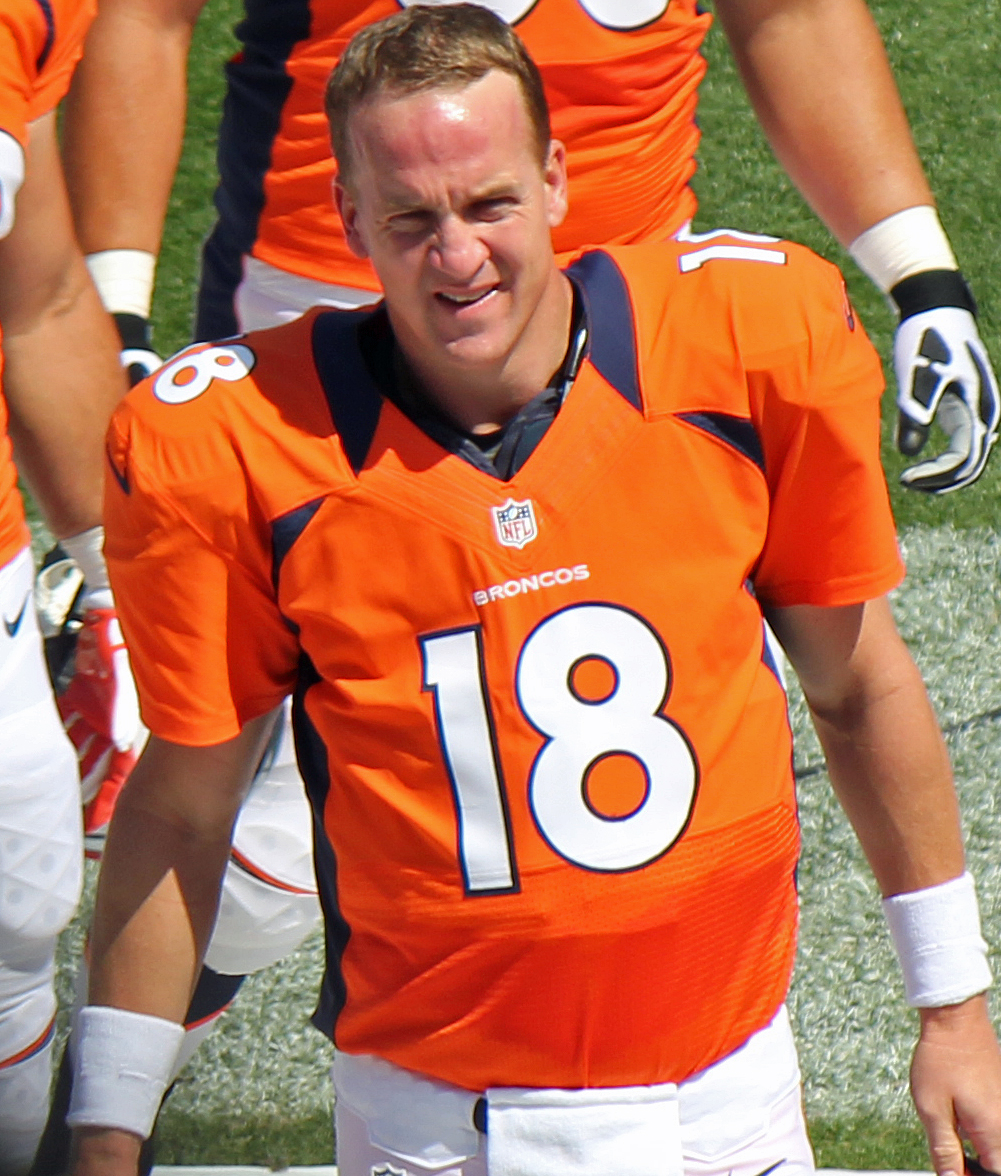
Peyton Manning nella pre-stagione 2012

| Stagione regolare |                    |                         |                    |                    |                                     |                    |
| Turno             | Data               | Avversario              | Risultato          | Record             | Stadio                              | NFL.com recap      |
| 1                 | 9/9                | Pittsburgh Steelers     | V 31–19            | 1–0                | Sports Authority Field at Mile High | Recap              |
| 2                 | 17/9               | at Atlanta Falcons      | S 21–27            | 1–1                | Georgia Dome                        | Recap              |
| 3                 | 23/9               | Houston Texans          | S 25–31            | 1–2                | Sports Authority Field at Mile High | Recap              |
| 4                 | 30/9               | Oakland Raiders         | V 37–6             | 2–2                | Sports Authority Field at Mile High | Recap              |
| 5                 | 7/10               | at New England Patriots | S 21–31            | 2–3                | Gillette Stadium                    | Recap              |
| 6                 | 15/10              | at San Diego Chargers   | V 35–24            | 3–3                | Qualcomm Stadium                    | Recap              |
| 7                 | Settimana di pausa | Settimana di pausa      | Settimana di pausa | Settimana di pausa | Settimana di pausa                  | Settimana di pausa |
| 8                 | 28/10              | New Orleans Saints      | V 34–14            | 4–3                | Sports Authority Field at Mile High | Recap              |
| 9                 | 4/11               | at Cincinnati Bengals   | V 31–23            | 5–3                | Paul Brown Stadium                  | Recap              |
| 10                | 11/11              | at Carolina Panthers    | 'V 36–14           | 6–3                | Bank of America Stadium             | Recap              |
| 11                | 18/11              | San Diego Chargers      | V 30–23            | 7–3                | Sports Authority Field at Mile High | Recap              |
| 12                | 25/11              | at Kansas City Chiefs   | V 17–9             | 8–3                | Arrowhead Stadium                   | Recap              |
| 13                | 2/12               | Tampa Bay Buccaneers    | V 31–23            | 9–3                | Sports Authority Field at Mile High | Recap              |
| 14                | 6/12               | at Oakland Raiders      | V 26–13            | 10–3               | O.Co Coliseum                       | Recap              |
| 15                | 16/12              | at Baltimore Ravens     | V 34–17            | 11–3               | M&T Bank Stadium                    | Recap              |
| 16                | 23/12              | Cleveland Browns        | V 34–12            | 12–3               | Sports Authority Field at Mile High | Recap              |
| 17                | 30/12              | Kansas City Chiefs      | V 38–3             | 13–3               | Sports Authority Field at Mile High | Recap              |

Note
- Gli avversari della propria division sono in grassetto.

### Playoff
| Wild Card  | Qualificati direttamente al secondo turno | Qualificati direttamente al secondo turno | Qualificati direttamente al secondo turno | Qualificati direttamente al secondo turno | Qualificati direttamente al secondo turno | Qualificati direttamente al secondo turno | Qualificati direttamente al secondo turno | Qualificati direttamente al secondo turno |
| Divisional | 12/1                                      | Baltimore Ravens (4)                      | S 35–38 (2TS)                             | 0–1                                       | Sports Authority Field at Mile High       | Recap                                     |                                           |                                           |

## Premi
- Peyton Manning:

comeback player of the year